# Hjulsta (metropolitana di Stoccolma)
Hjulsta è una stazione della metropolitana di Stoccolma.
Rappresenta un capolinea nord-occidentale della linea blu T10, ed è situata nell'omonimo quartiere di Hjulsta, all'interno della circoscrizione di Spånga-Tensta. La stazione antecedente è quella di Tensta.
La fermata fu aperta ufficialmente il 31 agosto 1975 come 87ª fermata della rete metroviaria cittadina, lo stesso giorno in cui fu inaugurato il tratto fra T-Centralen e la stessa Hjulsta. La distanza dall'altro capolinea di Kungsträdgården è di circa 14,3 chilometri.
Si tratta di un capolinea sotterraneo, con l'assenza di una piattaforma bilaterale. L'ingresso è ubicato nei pressi della piazza Hjulsta torg. Sette artisti hanno lavorato alle decorazioni artistiche della stazione: Olle Magnusson, Magnus Rimling, Ruth Rydfeldt, Christina Rundqvist Andersson, Eva Nybergs, e Birgitta Karlsson Thorsén insieme a Ove Thorsén.
Essendo collocata in una zona periferica, il traffico è relativamente moderato in confronto alle altre fermate: durante una normale giornata lavorativa vi transitano pressappoco 2.400 persone.

## Tempi di percorrenza
| Linea | Capolinea       | Tempo  | Stazione                                                   | Tempo                      |
| T10   | Kungsträdgården | 22 min | Sundbybergs centrum Västra skogen Fridhemsplan T-Centralen | 9 min 14 min 17 min 19 min |